# Адриан фон Циглер
Адриан фон Циглер (на немски: Adrian von Ziegler, р. Цюрих, Швейцария, 25 декември 1989 г.) е швейцарски композитор, мулти-инструменталист и писател. Той е спечелил значителна популярност в интернет пространството, главно благодарение на своя YouTube канал, където публикува своите песни като използва за фон фентъзи картини, свързани с музиката. Неговата популярност стабилно расте като през септември 2014 г. той има над 530 000 абонати и повече от 80 милиона гледания/слушания. Адриан композира разнообразни вокални и невокални песни. Мнозинството от песните му обаче са без вокал, тъй като той казва, че „не искам да добавям текст към песните си, тъй като мисля, че слушателят трябва да ги тълкува по свой собствен начин“. Адриан използва „много стар клавирен инструмент“ и Magix Music Maker, за да композира музиката си. Адриан няма лейбъл за своята музика, тъй като счита, че това би ограничило творческата му свобода. Въпреки че има малко знаци за внимание от страна на медиите, на него е посветена статия в списание Magix. Той е известен с разнообразието на музикалните жанрове, в които композира, предимно келтска, емоционална, релаксираща, романтична, мрачна, уърлд и филмова музика.

## Музикална кариера
След първия си музикален опит като барабанист на местна рок група на 15-годишна възраст, Адриан започва да композира собствената си музика. Поради факта, че не може да го прави в групата, той я напуска и си купува първата китара.
От 2007 до 2009 г. той записва множество демо песни под името псевдонима „Indigo“, в които китарата все повече бива заменена от клавирни и оркестрални аранжименти, които той започва да предпочита. През 2008 г. музиката му за първи път е пусната в света, когато той създава своя Myspace сметка.
След като изоставя псевдонима Indigo през 2009 г. Адриан създава своя YouTube канал и започва тенденцията да издава албуми всяка година. През 2010 г. издава два албума, Requiem и Lifeclock, а през 2011 г. Wanderer, Across Acheron и Mirror of the Night. До края на 2012 г. Адриан е издал още пет албума: Mortulia, Spellbound, The Celtic Collection, Starchaser и Odyssey. През 2013, издава Feather and Skull и Vagabond. Последният му албум, Libertas, е издаден през март 2014 г.

## Вдъхновение
Адриан фон Циглер заявява, че вдъхновението му идва от разнообразни източници. Той отбелязва, че природата, литературата, историята, митологията, неговите емоции, неговите въображаеми светове и неговата годеница Карина са все източници на вдъхновение за музикалните му творби. Адриан и Карина (румънка, живееща в Португалия) имат връзка от 2011 г.

## Жанрове
Въпреки че творбите на Адриан съдържат много видове музика, основните му насоки са в келтската музика, емоционална, фентъзи, релаксираща, мрачна алтернативна, уърлд, метал неокласическа дарк уейв и филмова музика, според страницата му във Фейсбук. Освен музиката си, Адриан е започнал и писането на фентъзи роман.

## Дискография
| Година | Албум                    |
| ------ | ------------------------ |
| 2010   | Requiem                  |
| 2010   | Lifeclock                |
| 2011   | Across Acheron           |
| 2011   | Wanderer                 |
| 2011   | Mirror of the Night      |
| 2012   | Mortualia                |
| 2012   | Spellbound               |
| 2012   | Starchaser               |
| 2012   | The Celtic Collection    |
| 2012   | Odyssey                  |
| 2013   | Feather and Skull        |
| 2013   | Vagabond                 |
| 2014   | Libertas                 |
| 2014   | The Celtic Collection II |
| 2014   | Queen of Thorns          |